# Fußball-Panorama
Fußball-Panorama war eine Fernsehsendung im DDR-Fernsehen. Sie befasste sich mit nationalen sowie internationalen Fußballspielen.

## Geschichte
Das Fußball-Panorama wurde 1976 von Gottfried Weise ins Leben gerufen. Die Sendung beschäftigte sich mit der DDR-Oberliga, dem FDGB-Pokal, ausländischen Spielen und Spielen der Nationalmannschaften. Samstags zeigte sie außerdem die Spiele der westdeutschen Bundesliga. Mit dem Fall der Mauer endete die Produktion der Sendung jedoch und einige Sportjournalisten wechselten zu ARD bzw. ZDF.